# Municipio de Cole (Arkansas)
Cole Township era una subdivisión territorial del condado de Sebastian, Arkansas, Estados Unidos. La Oficina del Censo dejó de reconocerla como tal en el censo de 2020.

## Geografía
Estaba ubicada en las coordenadas 35°11′24″N 94°24′3″O / 35.19000, -94.40083. Según la Oficina del Censo de los Estados Unidos, tenía una superficie total de 50.48 km², de la cual 49.51 km² correspondían a tierra firme y 0.97 km² eran agua.

## Demografía
Según el censo de 2010, en ese momento había 1908 personas residiendo en el municipio de Cole. La densidad de población era de 37.74 hab./km². El 93.55 % de los habitantes eran blancos, el 0.10 % eran afroamericanos, el 2.78 % eran amerindios, el 0.47 % eran asiáticos, el 0.21 % eran de otras razas y el 2.88 % eran de una mezcla de razas. Del total de la población, el 1.52 % eran hispanos o latinos de cualquier raza.